# Bräus

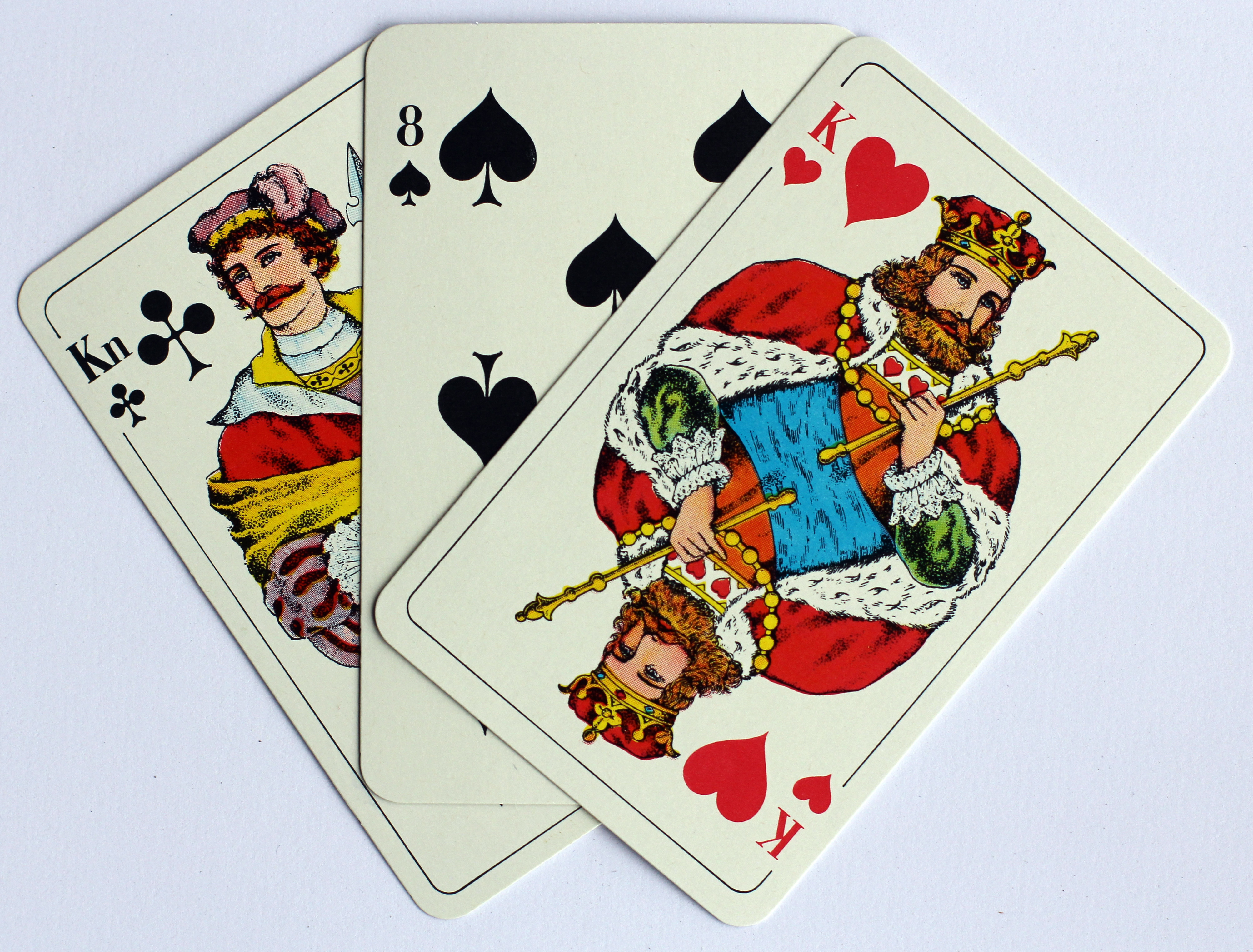
Die drei höchsten Trümpfe bei Bräus

Brus oder Bräus ist ein Kartenspiel für drei oder vier Spieler. Meistens spielt man Brus zu viert. 
Brus ist besonders populär auf der schwedischen Insel Gotland. Dort findet jedes Jahr eine Weltmeisterschaft im Brus statt. Brus wird auch in Dänemark und Südschleswig gespielt. Die Regeln sind regional unterschiedlich.
Es wird zumeist mit einem Französischen Blatt mit 32 Karten, bestehend aus vier Farben mit jeweils den Karten 7, 8, 9, 10, Bube, Dame, König und Ass gespielt. In einigen Regionen werden zusätzlich die vier Sechsen verwendet, so dass mit insgesamt 36 Karten gespielt wird.